# 无锡市东绛实验学校
31°30′35″N 120°17′11″E / 31.50982°N 120.28649°E

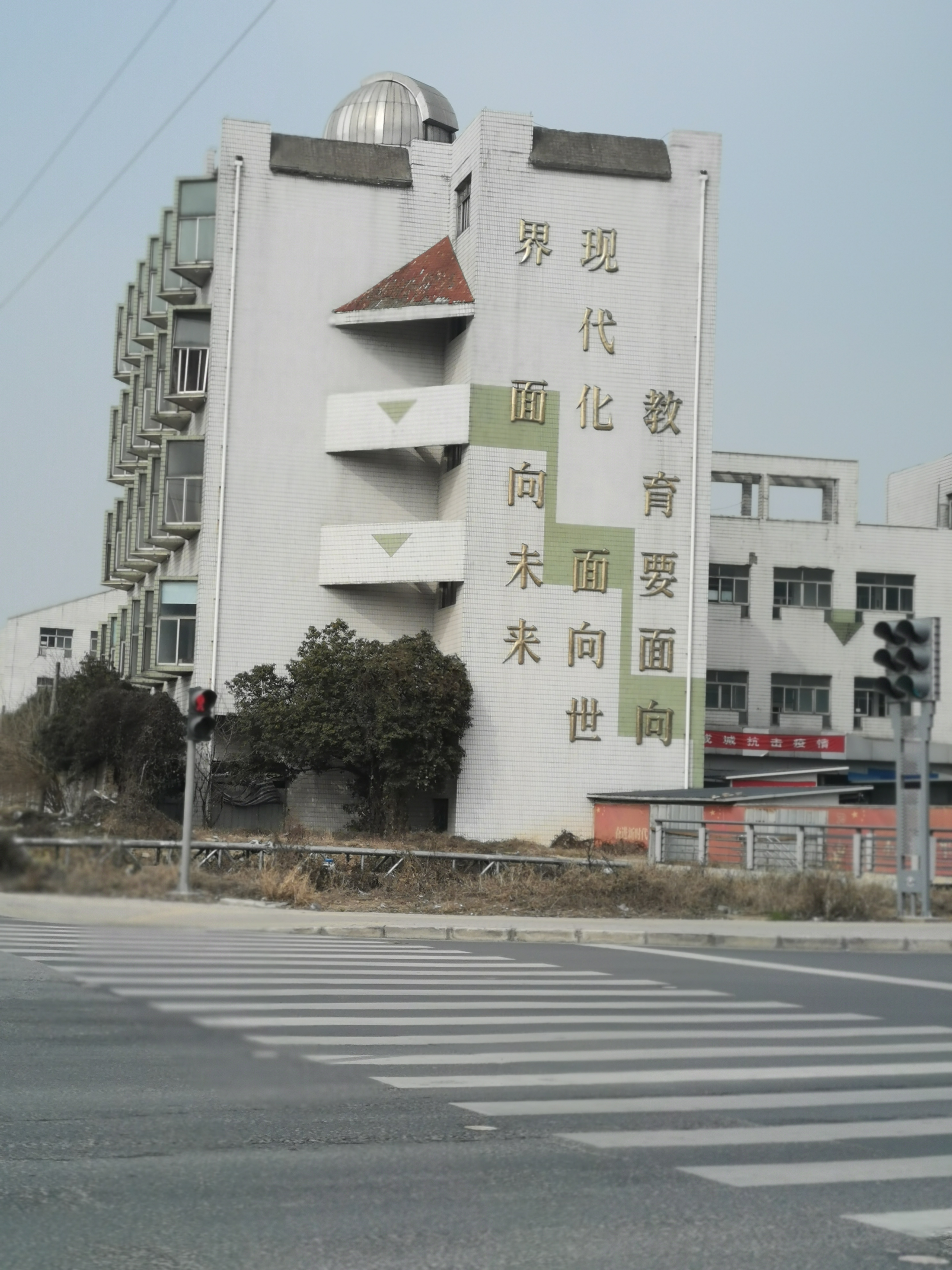
东绛实验学校

无锡市东绛实验学校，简称东绛学校，是位于中华人民共和国江苏省无锡市滨湖区的一所中学。

## 沿革
前身为锡山市东绛实验小学。1995年，学校重建设施，并成为江苏省第一所实施规模办学并具备校车接送的学校，之后学校新办天文馆、体育馆、游泳池等，均为无锡市首家。1995年，江苏省教育厅批准，学校和南京师范大学实施联合办学，增挂“南京师范大学东绛实验学校”。2009年，东绛实验小学与东绛实验中学合并为“东绛实验学校”。